# Liste der Fahnenträger der Olympischen Winterspiele 1936

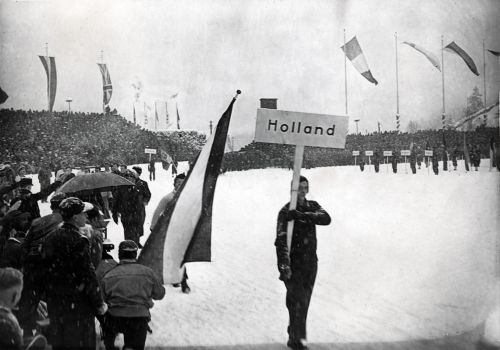
Einmarsch der Nationen

Die Liste der Fahnenträger der Olympischen Winterspiele 1936 führt die Fahnenträger bei der Eröffnungsfeier auf.
Beim Einmarsch der Nationen zogen Athleten aller teilnehmenden Länder in das Olympia-Skistadion ein. Bei der Eröffnungsfeier wurden die einzelnen Teams von einem Fahnenträger aus den Reihen ihrer Sportler oder Offiziellen angeführt, der entweder von ihrem jeweiligen Nationalen Olympischen Komitee (NOK) oder von den Athleten selbst bestimmt wurde.

## Reihenfolge
Der griechischen Mannschaft wurde traditionell der Platz an vorderster Stelle gewährt, ein Sonderstatus, der aus der Ausrichtung der antiken und ersten Spiele der Moderne in Griechenland herrührt. Die deutsche Mannschaft marschierte als Gastgebernation zuletzt ein. Die anderen Länder betraten das Stadion in alphabetischer Reihenfolge in der Sprache der Gastgebernation, in diesem Fall also Deutsch. Diese Reihenfolge entspricht sowohl der Tradition als auch den Statuten des Internationalen Olympischen Komitees (IOK).

## Liste der Fahnenträger
Nachfolgend führt eine Liste die Fahnenträger der Eröffnungsfeier aller teilnehmenden Nationen auf, sortiert nach der Abfolge ihres Einmarsches. Die Liste ist zudem sortierbar nach ihrem Staatsnamen, nach Mannschaftskürzel, nach Anzahl der Athleten, nach dem Nachnamen des Fahnenträgers und dessen Sportart.

### Nach Nationen
| Abfolge | Nationalmannschaft | Deutscher Name     | Kürzel | Athleten | Fahnenträger          | Sportart          |
| ------- | ------------------ | ------------------ | ------ | -------- | --------------------- | ----------------- |
| 1       | Griechenland       | Griechenland       | GRE    | 1        | Dimitrios Negrepontis | Eiskunstlauf      |
| 2       | Australien         | Australien         | AUS    | 1        |                       |                   |
| 3       | Belgien            | Belgien            | BEL    | 27       | Eric De Spoelberch    | Bob               |
| 4       | Bulgarien          | Bulgarien          | BUL    | 7        |                       |                   |
| 5       | Estland            | Estland            | EST    | 5        | Johannes Rosenfeld    | Offizieller       |
| 6       | Finnland           | Finnland           | FIN    | 19       | Sulo Nurmela          | Skilanglauf       |
| 7       | Frankreich         | Frankreich         | FRA    | 28       | Jacques Faure         | Militärpatrouille |
| 8       | Großbritannien     | Großbritannien     | GBR    | 38       | Frederick McEvoy      | Bob               |
| 9       | Niederlande        | Holland            | NED    | 8        | Samuel Dunlop         | Bob               |
| 10      | Königreich Italien | Italien            | ITA    | 44       | Adriano Guarnieri     | Ski Alpin         |
| 11      | Japan              | Japan              | JPN    | 31       | Oimatsu Kazuyoshi     | Eiskunstlauf      |
| 12      | Jugoslawien        | Jugoslawien        | YUG    | 17       |                       |                   |
| 13      | Kanada             | Kanada             | CAN    | 29       | Walter Kitchen        | Eishockey         |
| 14      | Lettland           | Lettland           | LAT    | 26       | Leonīds Vedējs        | Eishockey         |
| 15      | Liechtenstein      | Liechtenstein      | LIE    | 4        |                       |                   |
| 16      | Luxemburg          | Luxemburg          | LUX    | 4        |                       |                   |
| 17      | Norwegen           | Norwegen           | NOR    | 31       | Ivar Ballangrud       | Eisschnelllauf    |
| 18      | Österreich         | Österreich         | AUT    | 60       | Karl Schäfer          | Eiskunstlauf      |
| 19      | Polen              | Polen              | POL    | 20       | Bronisław Czech       | Ski Alpin         |
| 20      | Rumänien           | Rumänien           | ROM    | 15       |                       |                   |
| 21      | Schweden           | Schweden           | SWE    | 32       | Sven Eriksson         | Skispringen       |
| 22      | Schweiz            | Schweiz            | SUI    | 34       |                       |                   |
| 23      | Spanien            | Spanien            | ESP    | 6        | Jesús Suárez          | Skilanglauf       |
| 24      | Tschechoslowakei   | Tschechoslowakei   | TCH    | 22       |                       |                   |
| 25      | Türkei             | Türkei             | TUR    | 6        | Mehmut Şevket Karman  | Ski Alpin         |
| 26      | Ungarn             | Ungarn             | HUN    | 25       | Levente Balatoni      | Ski Alpin         |
| 27      | Vereinigte Staaten | Vereinigte Staaten | USA    | 55       | Rolf Monsen           | Offizieller       |
| 28      | Deutsches Reich    | Deutschland        | GER    | 55       | Georg von Kaufmann    | Skilanglauf       |

### Nach Sportarten
| Sportart              | Nation                                                                                                   | Anzahl |
| --------------------- | --- | ------ |
| Bob                   | Belgien – Großbritannien – Niederlande                                                                   | 3      |
| Eishockey             | Kanada – Lettland                                                                                        | 2      |
| Eiskunstlauf          | Griechenland – Japan – Österreich                                                                        | 3      |
| Eisschnelllauf        | Norwegen                                                                                                 | 1      |
| Militärpatrouille     | Frankreich                                                                                               | 1      |
| Nordische Kombination | – | 0      |
| Ski Alpin             | Königreich Italien – Polen – Türkei – Ungarn                                                             | 4      |
| Skilanglauf           | Deutsches Reich – Finnland – Spanien                                                                     | 3      |
| Skispringen           | Schweden                                                                                                 | 1      |
| Offizieller           | Estland – Vereinigte Staaten                                                                             | 2      |
| unbekannt             | Australien – Bulgarien – Jugoslawien – Liechtenstein – Luxemburg – Rumänien – Schweiz – Tschechoslowakei | 8      |